# 知本溫泉
22°41′34″N 121°01′12″E / 22.692857°N 121.020042°E

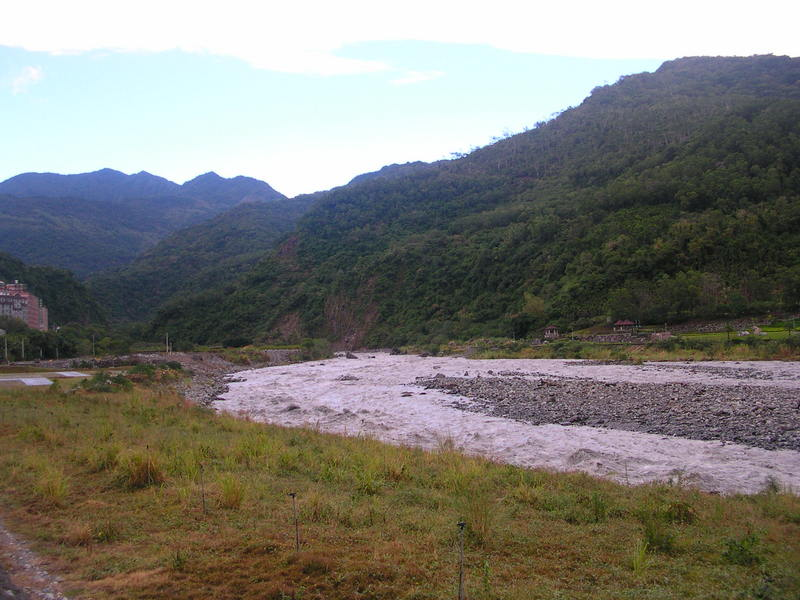
知本溪（知本橋附近）

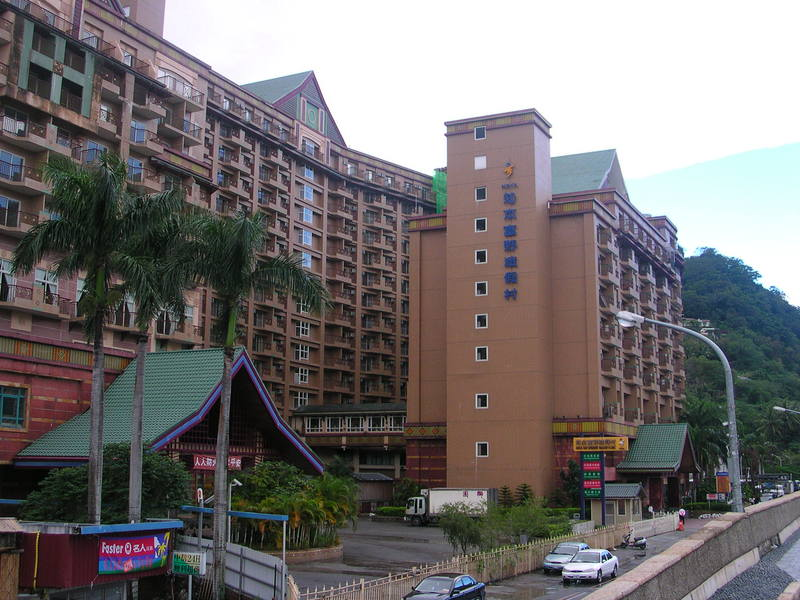
知本內溫泉區

知本溫泉位於臺灣臺東縣卑南鄉溫泉村，依地質分類知本溫泉屬於位於中央山脈板岩區的變質岩溫泉。沿知本溪分布的區域共有三個出露點，分別為外溫泉區（溫泉橋附近）及內溫泉區（知本國家森林遊樂區附近），另一個出露點位於晴山東南方的知本溪河床。
「知本」之名並非來自日人命名，而是源自卑南語Katratripulr（卡大地布部落；有團結、在一起之意），後來漢人依閩南語音譯為「知本」（Ti-pún）至今。
廣義的知本地區橫跨台東市與卑南鄉。範圍為台東市利嘉溪以東的建農里（知本農場）、知本里、建業里（卡大地布/知本部落）、建和里（射馬干部落）、建興里（崎仔頭，一般認知的知本地區交通中心）以及卑南鄉的溫泉村（知本溫泉區及知本國家森林遊樂區）
溫泉旅館及商圈都位於外溫泉區，因此處屬知本溪下游，離車站及公路較近；而內溫泉區則位在山區，有知本森林遊樂區。

## 泉質
知本溫泉的水溫最高可達95℃，酸鹼值約pH8.5，含碳酸氫根離子約627-1816ppm，鈉離子約419-951ppm，屬於中性碳酸氫鈉泉。

## 交通
- 臺灣鐵路公司南迴線知本車站為主要門戶，但距知本外溫泉尚有7公里之遙，往來需搭乘東台灣客運接駁車或計程車約10分鐘。

## 外部連結
- 知本溫泉  交通部觀光局 （页面存档备份，存于）
- 知本溫泉  台東觀光旅遊網 （页面存档备份，存于）